# Albert Streit
Albert Streit (* 28. März 1980 in Bukarest, Rumänien als Albert Ursachi) ist ein ehemaliger deutscher Fußballspieler rumäniendeutscher Herkunft. Der offensive Mittelfeldspieler, der mehrere Jahre bei diversen Bundesligisten unter Vertrag stand, war zuletzt für den SC Fortuna Köln in der Regionalliga West aktiv.

## Karriere und Leben
Streit wurde 1980 als Albert Ursachi in einer rumänisch-deutschen Familie in Bukarest geboren. Sein Vater ist Rumäne, seine Mutter kommt aus der Deutschen Minderheit in Rumänien. Um der Diktatur unter Nicolae Ceaușescu zu entfliehen, emigrierte die Familie nach Deutschland und ließ sich in der Nähe von Stuttgart nieder. Streit verbrachte seine fußballerische Jugendzeit in Stuttgart beim FV Zuffenhausen, bis er in die Jugendabteilung des VfB Stuttgart aufgenommen wurde. Nach der mittleren Reife absolvierte er bei Henninger-Bräu eine Berufsausbildung zum Industriekaufmann.
Sein fußballerisches Vorbild ist Stefan Effenberg.

### Eintracht Frankfurt
1997 wechselte Streit im Alter von 17 Jahren zu Eintracht Frankfurt. Nach zwei Jahren in den Nachwuchsmannschaften kam er zum Ende der Saison 2000/01 zu vier Kurzeinsätzen in der Bundesliga. Eintracht Frankfurt stieg in der gleichen Saison ab. In der folgenden Spielzeit in der 2. Bundesliga stand er öfter in der Anfangself und hatte später als Stammspieler Anteil am Aufstieg in die Bundesliga zur Saison 2002/03.

### VfL Wolfsburg, 1. FC Köln und wieder Eintracht Frankfurt
Streit wechselte zur Saison 2003/04 zum VfL Wolfsburg. Aufgrund von Eingewöhnungsschwierigkeiten wurde er zur Winterpause an den Bundesligakonkurrenten 1. FC Köln ausgeliehen, wo er sich zum Stammspieler entwickelte. Zusammen mit der Mannschaft stieg er in die 2. Bundesliga ab, während sein Leihvertrag um ein Jahr verlängert worden war. Zur Saison 2004/05 gelang dem Verein der direkte Aufstieg in die 1. Bundesliga.
Nachdem in der folgenden Saison der 1. FC Köln erneut aus der Bundesliga abgestiegen war, unterschrieb Streit im Mai 2006 einen Dreijahresvertrag bei dem Erstligisten Eintracht Frankfurt. Bei seinem zweiten Engagement in Frankfurt zählte er nun zu den Leistungsträgern der Mannschaft. Vor allem bei Standardsituationen war er als Vorlagengeber an elf Toren der Saison 2006/07 beteiligt und erzielte vier Treffer. In der Saison 2006/07 absolvierte Streit für die Eintracht fünf Spiele im UEFA-Cup und schoss ein Tor.

### FC Schalke 04
In der Sommerpause 2007 kündigte Streit seinen sofortigen Wechsel zum FC Schalke 04 an. Da sich Eintracht Frankfurt mit Schalke 04 nicht über eine konkrete Ablösesumme einigen konnte, wurde dieser Transfer erst sechs Monate später, zur Rückrunde der Saison 2007/08, realisiert. Streit unterschrieb einen Vierjahresvertrag bei Schalke 04.

#### Suspendierung von der ersten Mannschaft
Ab Januar 2009 gehörte Streit nicht mehr dem Schalker Profikader unter Trainer Fred Rutten an und trainierte mit der zweiten Mannschaft.
Am 2. Februar 2009 wechselte Streit bis zum Ende der Saison 2008/09 auf Leihbasis zum Hamburger SV. Eine Kaufoption wurde nicht genutzt, sodass Streit ab der Saison 2009/10 wieder im Schalker Kader stand.
Ab dem 1. September 2009 stellte ihn der neue Trainer Felix Magath wegen mangelnder Leistungsbereitschaft vom Training frei. Am 3. September relativierte Magath die Suspendierung; bis zur Winterpause durfte Streit bei den Amateuren trainieren und spielen.
Bei seinem ersten Spiel mit der zweiten Mannschaft in der Regionalliga gegen Waldhof Mannheim wurde Streit von den eigenen Fans teilweise obszön beschimpft, nachdem er angekündigt hatte, seinen Vertrag „aussitzen“ zu wollen. Da sein Vertrag mit Schalke 04 bis 2012 galt und für die 1. Bundesliga dotiert war, erhielt Streit ein Jahr später unter anderem eine Prämie von 250.000 Euro für das Erreichen des zweiten Platzes in der Bundesliga-Saison 2009/10 und der damit verbundenen Qualifikation zur Champions League 2010, ohne ein Spiel für die Profimannschaft absolviert zu haben.
Im August 2011 wurde Streits Vertrag seitens Schalke 04 fristlos gekündigt. Vorangegangen war angeblich eine Weigerung Streits, sich mannschaftsdienlich zu verhalten. Er hatte zuvor schon zwei Abmahnungen wegen vorherigen Verhaltens erhalten. Streits Rechtsanwalt kündigte daraufhin eine Kündigungsschutzklage an. Daraufhin einigten sich Streit und der FC Schalke 04 im November 2011 außergerichtlich auf die Auflösung des Beschäftigungsverhältnisses zum 31. Dezember 2011 und auf zusätzliche Zahlung einer Abfindung durch den Verein an Streit, über deren Höhe Stillschweigen vereinbart wurde.

### Alemannia Aachen
Am 21. Dezember 2011 wurde Streit von Alemannia Aachen verpflichtet. Er unterschrieb einen bis zum 30. Juni 2012 laufenden Vertrag und debütierte am 4. Februar 2012 unter Trainer Friedhelm Funkel im Spiel gegen den FC St. Pauli. Trotz des Abstiegs der Alemannia nach Abschluss der Saison 2011/12 verlängerte Streit seine Vertragslaufzeit um zwei Jahre. Der Vertrag beim insolventen Fußballclub wurde am 20. Dezember 2012 auf Streits Wunsch aufgelöst.

### Viktoria Köln
Anfang Januar 2013 unterschrieb Streit einen Vertrag beim FC Viktoria Köln, er erhielt einen Vertrag bis zunächst 2014. Für Aufsehen sorgte Streit, als er am 16. März 2013 in der Halbzeitpause mit einer roten Karte von der Partie gegen die zweite Mannschaft des VfL Bochum ausgeschlossen wurde. Vorausgegangen war ein tätlicher Angriff gegen Fabian Götze im Spielertunnel.
Einen Tag später suspendierte ihn der FC Viktoria Köln. Am 4. April 2013 wurde er für vier Monate gesperrt.
Am 20. August 2013 wurde Streit bis auf Weiteres durch Trainer Claus-Dieter Wollitz aus sportlichen Gründen vom Training freigestellt; sein Vertrag wurde im Januar 2014 aufgelöst.

### Fortuna Köln
Im Januar 2014 schloss Streit einen Vertrag bis Saisonende mit dem Regionalligisten SC Fortuna Köln ab. Im Februar 2014 erlitt er in einem Zweikampf im Training einen Knorpelschaden vierten Grades. Eine Operation lehnte er ab und beendete offiziell seine Karriere.

### Nationalmannschaft
Streit war Mitglied des DFB-Perspektivteams Team 2006. Er war viermal zum Einsatz gekommen, ehe das Team im November 2005 aufgelöst wurde. Nachdem ihn Jürgen Klinsmann nicht für die deutsche Nationalmannschaft berücksichtigt hatte, nahm Streit laut Angaben des Kölner Express die rumänische Staatsbürgerschaft an, um für Rumänien spielen zu können. Dies erwies sich allerdings als nicht möglich, da Streit über 21 Jahre alt war und Spiele für die U-16, U-17 und U-18 des DFB bestritten hatte. Nach einem Freundschaftsspiel der Nationalmannschaft gegen England, das im August 2007 mit 2:1 gewonnen worden war, übte er in der Frankfurter Allgemeinen Sonntagszeitung indirekt Kritik an Bundestrainer Joachim Löw. Er war nicht berücksichtigt worden, obwohl viele Stammspieler ausgefallen waren.